# Pierre Fatio
Pour les articles homonymes, voir Fatio.
Pierre Fatio, né le 7 novembre 1662 à Genève et décédé le 6 septembre 1707 à Genève, est un homme politique genevois.

## Biographie
Immatriculé à l'université de Bâle en 1679 puis en 1685 où il obtient un doctorat en droit en 1686, Fatio étudie aussi à Genève, Valence, Montpellier et Leyde. De retour à Genève, il se fait une réputation comme avocat et suit le parcours classique des jeunes patriciens désireux d'accéder aux hautes charges de la République.
Élu au Conseil des Deux-Cents en 1688, il occupe encore plusieurs postes dans l'administration : châtelain de Saint-Victor et Chapitre en 1691, auditeur en 1696 et châtelain de Peney en 1700. Son esprit indépendant et non conformiste dérange cependant l'aristocratie gouvernante. Cette méfiance se manifeste en 1705 lorsque sa candidature au Petit Conseil est écartée au profit de son frère, Jacques-François, qui n'a pourtant pas son expérience de la chose publique.
Fatio se fait alors le porte-parole et le défenseur de la bourgeoisie en lutte contre le patriciat qui le considère dorénavant comme un transfuge. Lors des troubles de 1707, il propose plusieurs réformes, notamment celle de la réunion annuelle d'un Conseil général délibérant. Il est cependant lâché par la frange influente de son parti qui juge ses positions trop extrémistes. Prétextant sa participation à un projet de complot visant à renverser le gouvernement, le Petit Conseil condamne Fatio à mort. Il est fusillé dans la cour de la prison de l'Evêché.

## Hommages
La ville de Genève lui a intitulé une rue

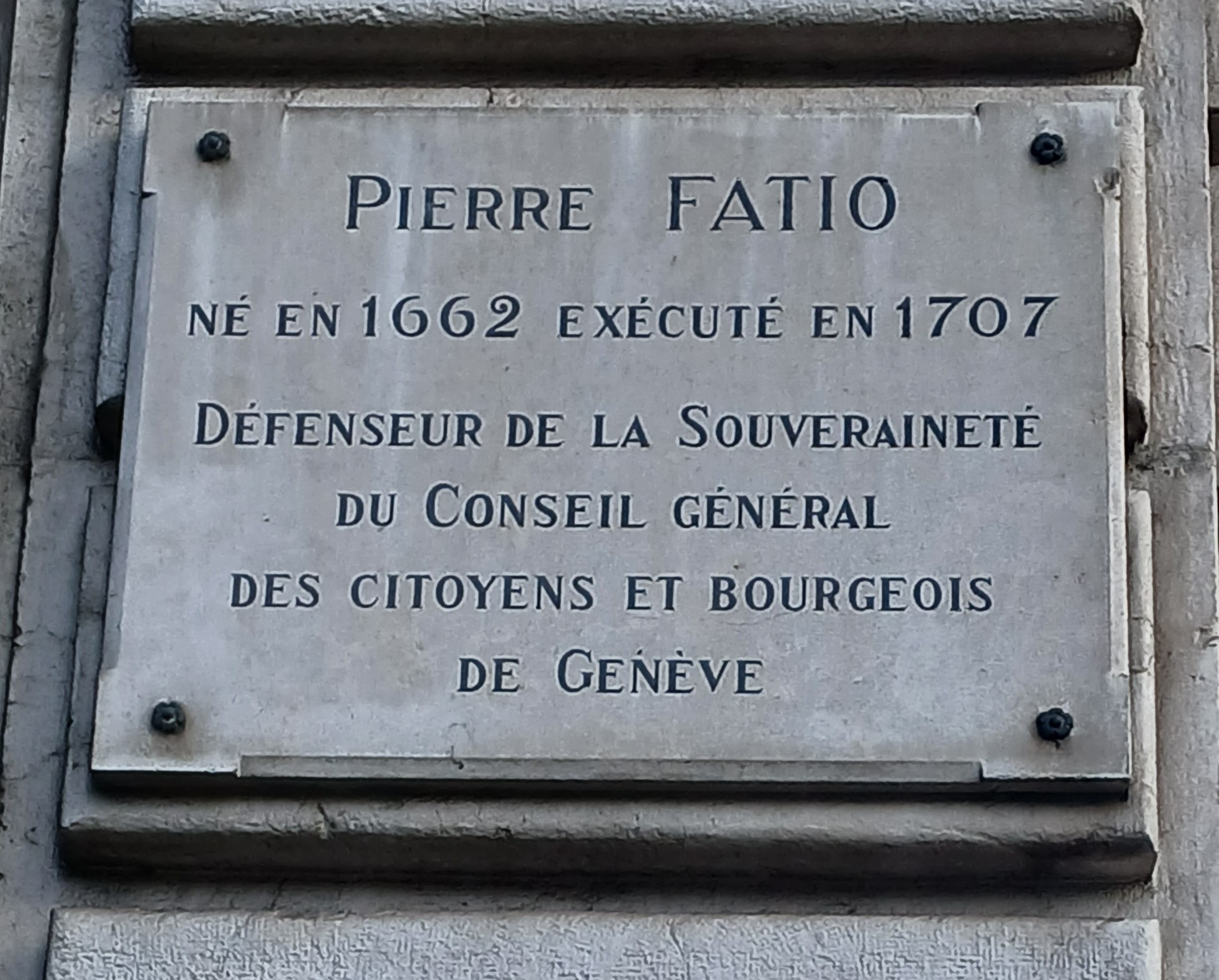